# Bahnstrecke Röthenbach–Weiler
| Streckennummer (DB): | 5431                      |                                             |                                             |
| Kursbuchstrecke (DB): | 406b (1946) zuletzt 406 h |                                             |                                             |
| Streckenlänge: | 5,73 km                   |                                             |                                             |
| Spurweite: | 1435 mm (Normalspur)      |                                             |                                             |
| |                           |                                             |                                             |
| \| \| \| von Lindau \| \| \| \| \| von Scheidegg \| \| \| \| 0,00 \| Röthenbach (Allgäu) \| 705 m \| \| \| \| nach Buchloe \| \| \| \| 0,53 \| Kreisstraße LI 3 (Wellblechtunnel) \| Kreisstraße LI 3 (Wellblechtunnel) \| \| \| \| Rentershofener Bahndamm \| \| \| \| 0,93 \| Anst Allgäuer Kies- und Schotterwerke (AKS) \| Anst Allgäuer Kies- und Schotterwerke (AKS) \| \| \| 3,00 \| Bundesstraße 308 \| Bundesstraße 308 \| \| \| 3,15 \| Auers (ehemals: Ellhofen) \| 650 m \| \| \| \| Ladegleis (1901 bis 1960) \| \| \| \| 3,20 \| Rothach \| Rothach \| \| \| 4,00 \| Rothach \| Rothach \| \| \| 5,50 \| Anst Rudolph Steinwerke \| Anst Rudolph Steinwerke \| \| \| 5,73 \| Weiler (Allgäu) \| 632 m \| |                           |                                             |                                             |
| Strecke |                           | von Lindau                                  | von Lindau                                  |
| Abzweig geradeaus und ehemals von rechts |                           | von Scheidegg                               | von Scheidegg                               |
| Bahnhof | 0,00                      | Röthenbach (Allgäu)                         | 705 m                                       |
| Abzweig ehemals geradeaus und nach links |                           | nach Buchloe                                | nach Buchloe                                |
| Tunnel (Strecke außer Betrieb) | 0,53                      | Kreisstraße LI 3 (Wellblechtunnel)          | Kreisstraße LI 3 (Wellblechtunnel)          |
| |                           | Rentershofener Bahndamm                     |                                             |
| Abzweig geradeaus und nach links (Strecke außer Betrieb) | 0,93                      | Anst Allgäuer Kies- und Schotterwerke (AKS) | Anst Allgäuer Kies- und Schotterwerke (AKS) |
| Strecke mit Straßenbrücke (Strecke außer Betrieb) | 3,00                      | Bundesstraße 308                            | Bundesstraße 308                            |
| Haltepunkt / Haltestelle (Strecke außer Betrieb) | 3,15                      | Auers (ehemals: Ellhofen)                   | 650 m                                       |
| Abzweig geradeaus und nach links (Strecke außer Betrieb) |                           | Ladegleis (1901 bis 1960)                   | Ladegleis (1901 bis 1960)                   |
| Brücke über Wasserlauf (Strecke außer Betrieb) | 3,20                      | Rothach                                     | Rothach                                     |
| Brücke über Wasserlauf (Strecke außer Betrieb) | 4,00                      | Rothach                                     | Rothach                                     |
| Abzweig geradeaus und nach rechts (Strecke außer Betrieb) | 5,50                      | Anst Rudolph Steinwerke                     | Anst Rudolph Steinwerke                     |
| Kopfbahnhof Streckenende (Strecke außer Betrieb) | 5,73                      | Weiler (Allgäu)                             | 632 m                                       |

Die Bahnstrecke Röthenbach-Weiler war eine Nebenbahn in Bayern. Sie zweigte in Röthenbach von der Bahnstrecke Buchloe–Lindau ab und führte über Ellhofen nach Weiler im Allgäu.

## Geschichte

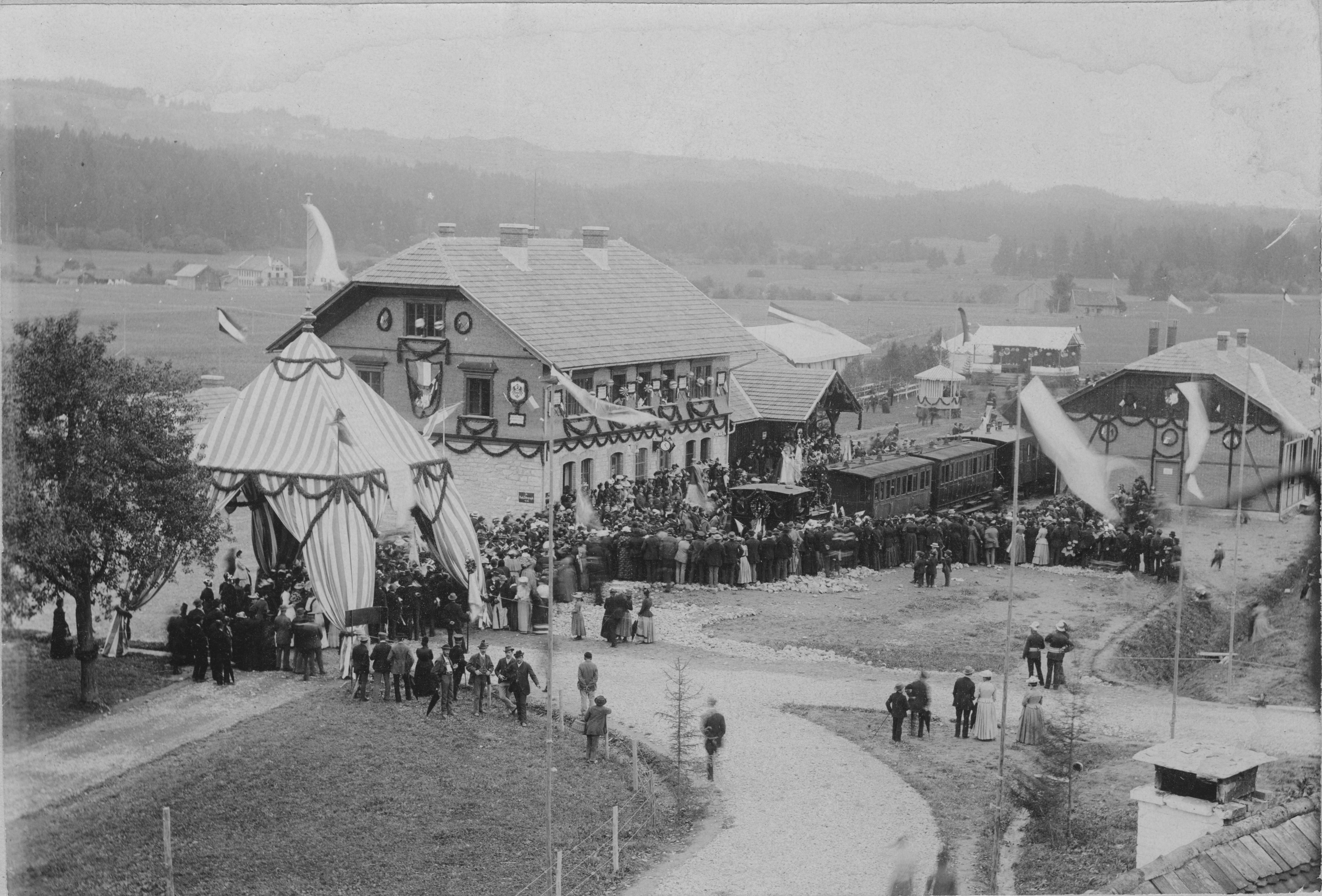
Eröffnungsfeier 1893 in Weiler

Der Markt Weiler im Allgäu versuchte, in der Zeit des Aufbruchs der Industrie und des Handels die verbesserte Transportmöglichkeit per Bahn für die einheimische Produktion zu nutzen und richtete in den 1870er Jahren mehrere – allerdings vergebliche – Anträge an die bayerische Staatsregierung zum Bau der Strecke. Danach griffen der Markt Weiler im Allgäu und private Aktionäre zur Selbsthilfe und stellten die Finanzierung sicher. Schließlich erteilte München 1891 die Zustimmung zur Errichtung einer Vizinalbahn und ließ die Bauarbeiten durch die Königlich Bayerischen Staatseisenbahnen durchführen. Der Bahnhof Weiler (Allgäu) entstand am Nordende des damaligen Ortes und der Betrieb auf der gemeindeeigenen Lokalbahn wurde am 22. Juli 1893 eröffnet.

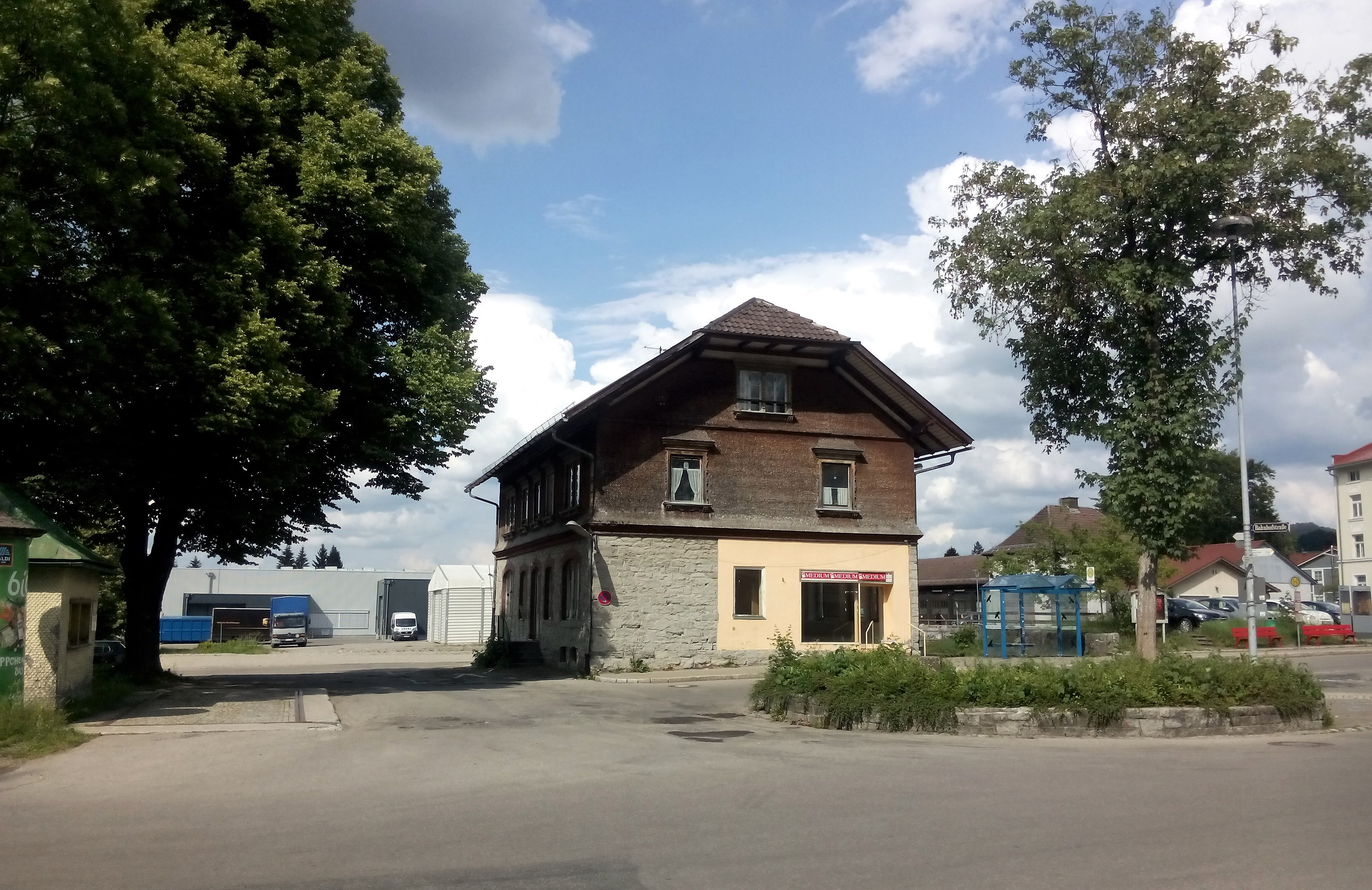
Der Bahnhof Weiler im Juni 2018

Die Gemeinde verkaufte die Bahnstrecke 1920 wegen der verschlechterten wirtschaftlichen Entwicklung an die Deutsche Reichsbahn. Der Verkehr war stets gering, 1944 verkehrten beispielsweise nur vier Zugpaare täglich, teils als Güterzug mit Personenbeförderung. 

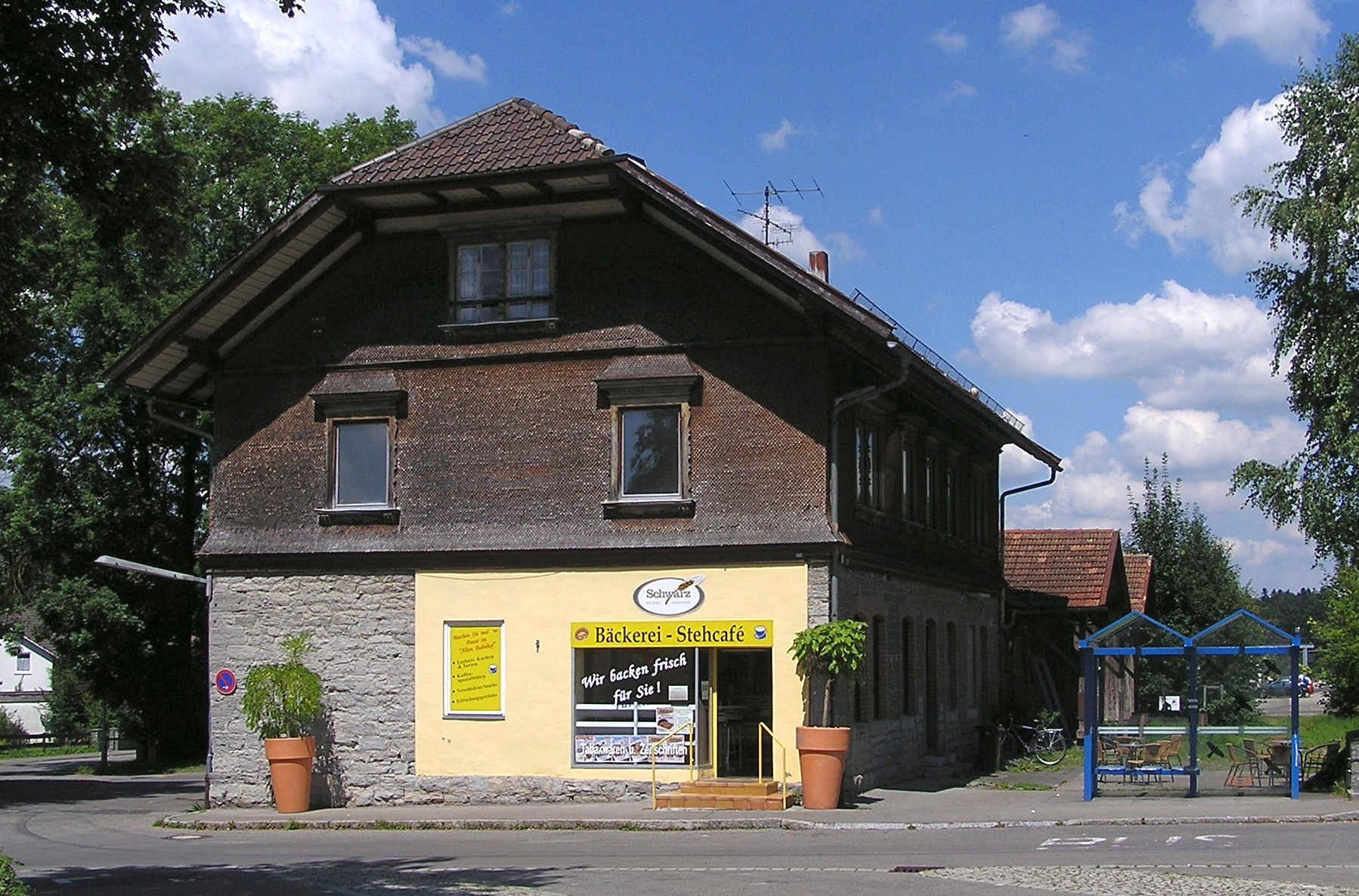
Der Bahnhof Weiler im Juli 2007

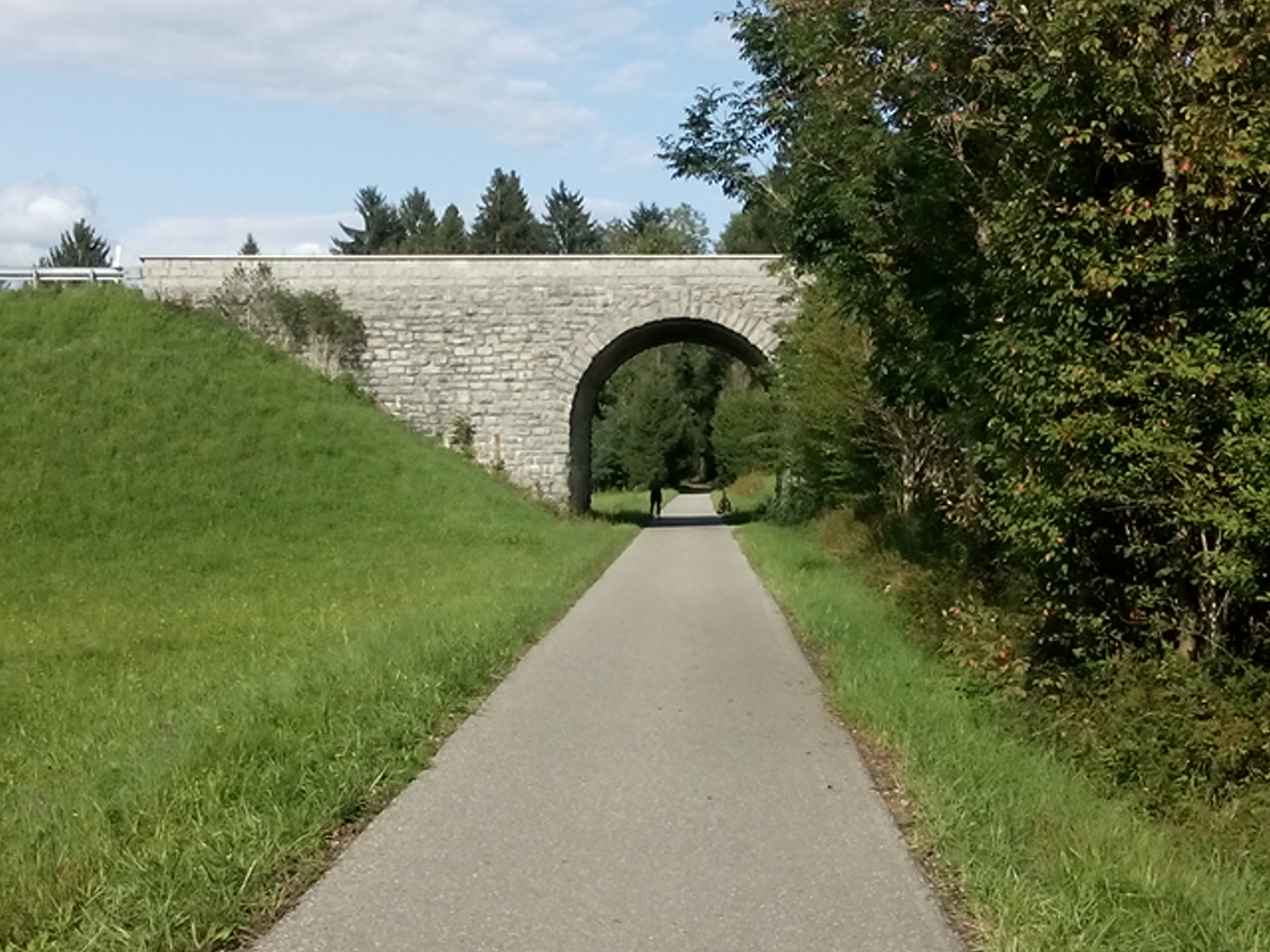
Radweg auf der ehemaligen Bahntrasse an der Unterführung der Bundesstraße 308 beim Streckenkilometer 3,0

Die Deutsche Bundesbahn stellte schließlich am 1. Dezember 1960 den Personenverkehr und am 25. April 1991 den zuletzt sehr schwachen Güterverkehr ein. So verkehrten die damals Übergabe genannten Nahgüterzüge im Jahr 1987 nur noch drei- bis viermal pro Monat. Die Brücke der Kreisstraße LI 3 wurde 1979 durch einen Wellblechtunnel ersetzt. Aufgrund der Zusage eines örtlichen Hartsteinwerks, größere Transportmengen künftig mit der Bahn zu transportieren, wurde Anfang der 1980er Jahre der Oberbau für zwei Millionen D-Mark komplett erneuert. Allerdings erfolgte bereits kurz darauf eine weitgehende Verlagerung der Produktion, sodass die Bahntransporte wieder erheblich zurückgingen. 1995 begann der Abbau der Einrichtungen. Schließlich wurde die Trasse asphaltiert und der Öffentlichkeit als Radfahr- und Wanderweg zur Verfügung gestellt. Das Empfangsgebäude mit Güterhalle in Weiler (Allgäu) sowie einige Gleisreste existieren noch.
2016, 25 Jahre nach der endgültigen Stilllegung der Bahnstrecke, befindet sich ersteres in einem schlechten baulichen Zustand. Die Güterhalle wurde zwischenzeitlich abgerissen und für das brach liegende ehemalige Bahngelände ist auf einem Schild der Bau einer Produktionshalle eines Unternehmens angekündigt.